# Prairieratelslang
De prairieratelslang (Crotalus viridis) is een slang uit de familie adders (Viperidae).

## Naam en indeling
De wetenschappelijke naam van de soort werd voor het eerst voorgesteld door Constantine Samuel Rafinesque-Schmaltz in 1818. Oorspronkelijk werd de wetenschappelijke naam Crotalus viridis viridis gebruikt. De soortaanduiding viridis betekent vrij vertaald 'groen' en slaat op de lichaamskleur van de slang.

## Uiterlijke kenmerken
De slang bereikt een lichaamslengte van ongeveer 90 tot 115 centimeter, uitschieters kunnen tot 145 cm lang worden. De kop is duidelijk te onderscheiden van het lichaam door de aanwezigheid van een insnoering.
De wetenschappelijke soortnaam viridis (groen) slaat maar op een klein deel van de exemplaren in het wild, veel dieren zijn grijs tot meestal bruingrijs. Verder heeft de slang donkere vlekken op de rug, een brede driehoekige kop en soms een net- of luipaardtekening. De ratelslang houdt de ratel hoog in de lucht, maar een specifiek kenmerk is dat niet. Sommige exemplaren hebben helemaal geen tekening, deze zijn egaal groen met een witte flankstreep en ook melanisme komt voor.

## Levenswijze
Het voedsel bestaat uit kleine zoogdieren zoals muizen, maar ook wel hagedissen en vogels, waarvan de slang ook de nesten plundert. Het is geen typisch klimmende soort maar ligt meestal overdag opgerold in het gras en gaat bij de schemering op jacht. In de winter wordt een winterslaap gehouden in de holen van andere dieren en in maart tot mei vindt de paring plaats. Zwangere vrouwtjes houden zich gedeisd, maar eenmaal ontdekt zijn ze bijzonder agressief en vallen onmiddellijk aan.
Als de jongen uitkomen zijn ze al ongeveer 22 tot 28 centimeter lang en ze zijn direct giftig. De ratel hebben ze nog niet; deze wordt groter per vervelling en pas met vier of meer schijfjes kunnen ze ratelen. Oudere dieren hebben tussen de zes en 15 ratelschijfjes, de mannetjes hebben er meer dan de vrouwtjes en de schijfjes kunnen ook afslijten. De enige vijand van de prairieratelslang zijn roofvogels zoals de buizerd.

## Giftigheid
Deze zeer giftige slang heeft een secreet dat het bloed en weefsels aantast, hemotoxine genoemd, en het gif is 2,5 keer zo sterk als dat van de diamantratelslang. Een mens kan aan een onbehandelde beet snel overlijden; en zelfs behandeld kan het weefsel rond de beet afsterven.

## Verspreiding en habitat

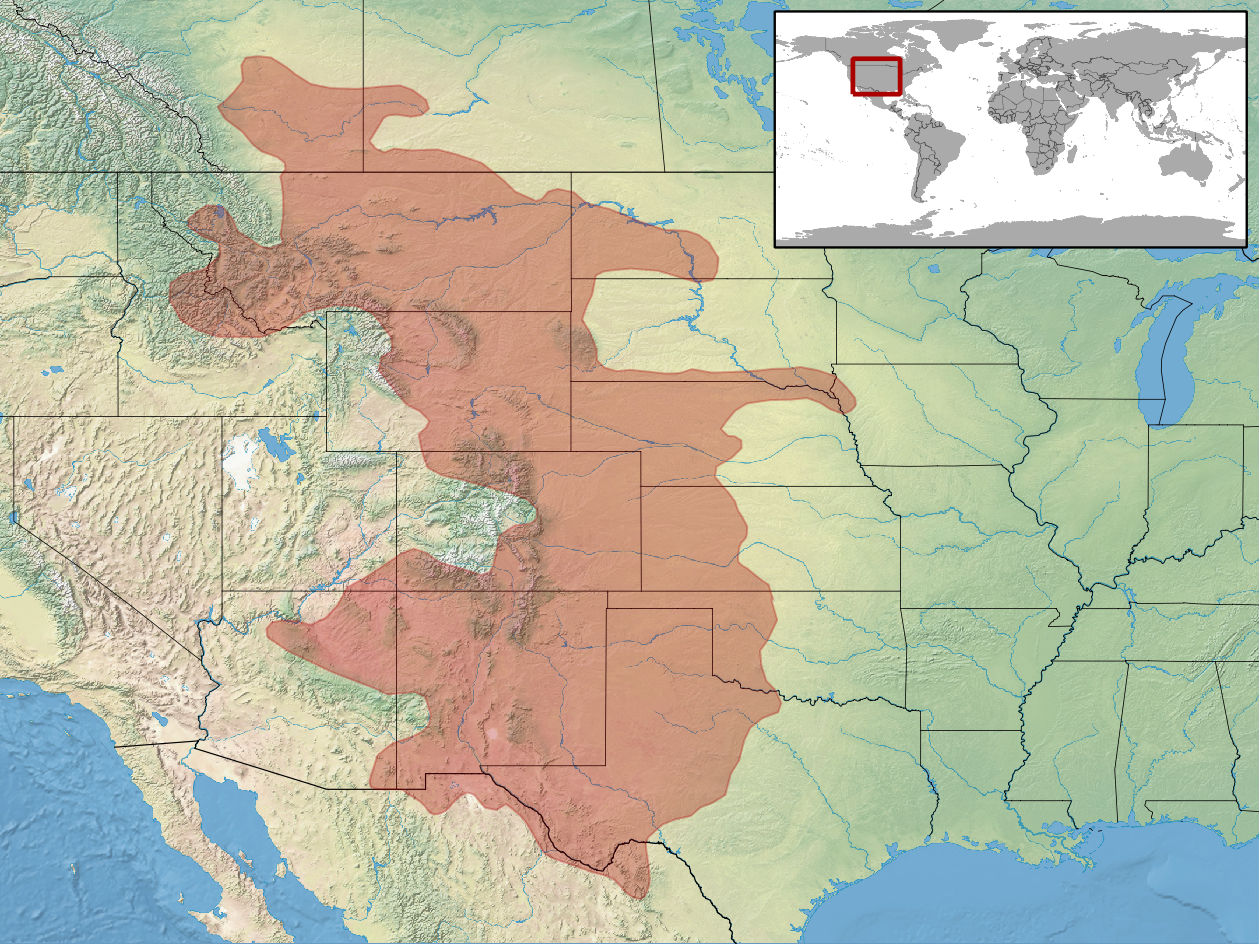
Verspreidingsgebied in het rood.

De prairieratelslang is endemisch in de Verenigde Staten en komt voor in de staten Iowa, North Dakota, South Dakota, Texas, Nebraska, Idaho, Utah en noordelijk Arizona, ook in de Rocky Mountains tot op 2500 meter hoogte. De soort is ook bekend uit aangrenzende delen van Canada en Mexico. De habitat bestaat uit bossen, scrublands, graslanden, rotsige omgevingen en in zowel gematigde als hete woestijnen.Deze prairieratelslang komt ook wel voor in sterk gecultiveerde gebieden zoals boomkwekerijen, maar mijdt over het algemeen menselijke bewoning.

## Beschermingsstatus
Door de internationale natuurbeschermingsorganisatie IUCN is de beschermingsstatus 'veilig' toegewezen (Least Concern of LC).